# Onoutchino
Onoutchino (Онучино) est un village de Russie dans l'okroug municipal de Diveïevo de l'oblast de Nijni Novgorod.

## Géographie

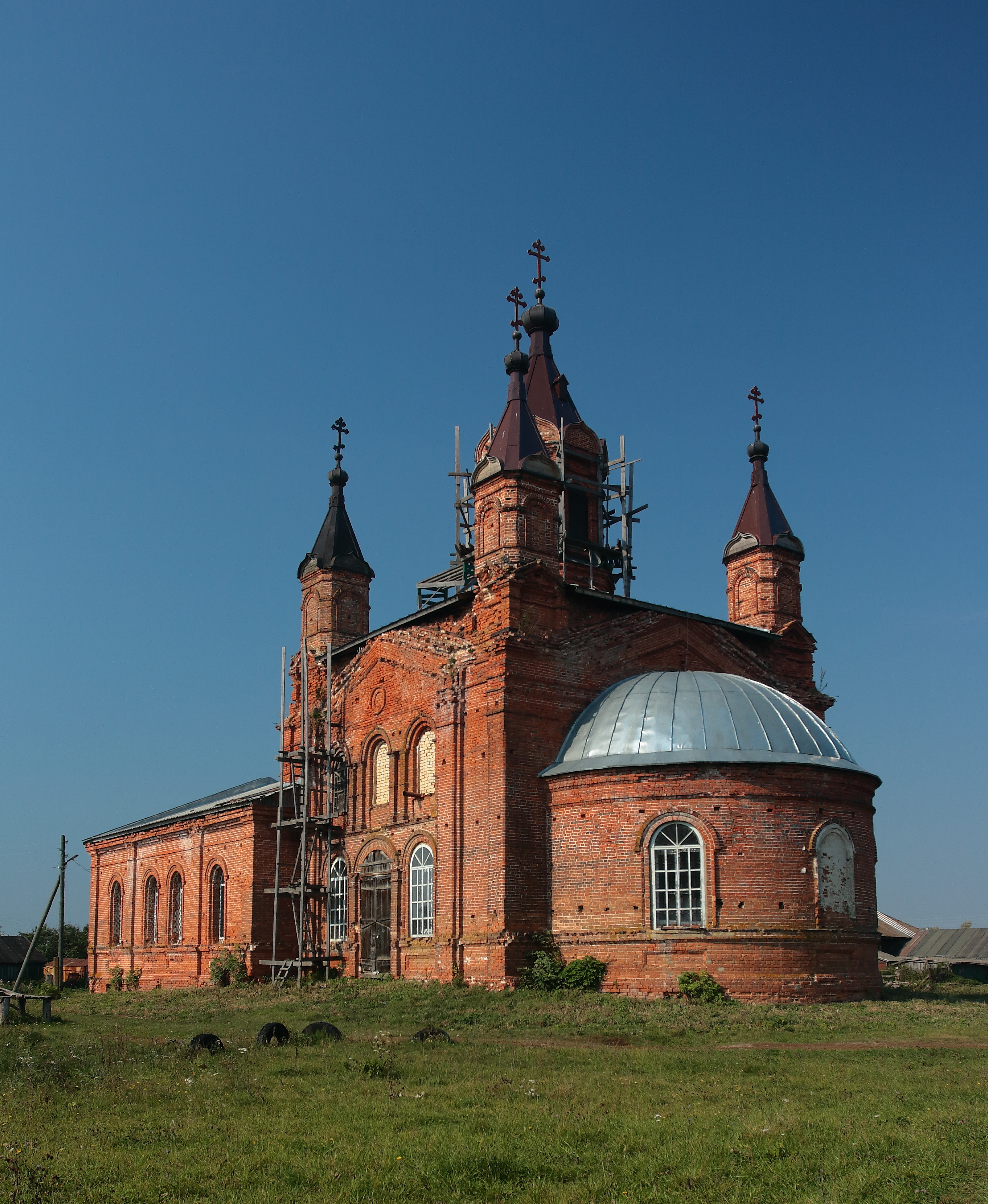
Vue de l'église de la Résurrection-du-Christ d'Onoutchino, construite en 1897 et inscrite au patrimoine architectural régional.

Le village se trouve dans la partie méridionale de l'oblast de Nijni Novgorod dans une zone de conifères et de feuillus, près de l'autoroute 22N-2113, à environ 15 km à vol d'oiseau au nord-est de Diveïevo, chef-lieu de l'arrondissement de Diveïevo. Il est à 190 mètres d'altitude.
Climat
Le climat est caractérisé comme continental tempéré, avec des étés chauds et courts et des hivers froids et longs. La température annuelle moyenne est de 3,6 °C. La température moyenne de l'air du mois le plus chaud (juillet) est de 18,4 °C (le maximum absolu est de 38 °C) ; le plus froid (janvier) -11.8°C (minimum absolu -44°C). Les précipitations annuelles moyennes sont de 500 à 540 mm, dont la plupart tombent entre avril et octobre. Une couverture de neige stable s'établit, en règle générale, dans la troisième décade de novembre et dure en moyenne 154 jours.
Fuseau horaire
Comme tout le reste de l'oblast de Nijni Novgorod, le village est à l'heure de Moscou.

## Population à l'année
- 2002 : 302 habitants
- 2010 : 277 habitants[5]